# Achazjáš (Izrael)
Achazjáš (hebrejsky: אֲחַזְיָהוּ‎, Achazjahu), v českých překladech Bible přepisováno též jako Achaziáš či Ochoziáš, byl v pořadí osmým králem Severního izraelského království a třetím králem z Omríovy dynastie. Jeho jméno se vykládá jako „Uchopil Hospodin“. Dle názoru moderních historiků a archeologů vládl asi v letech 852 až 851 př. n. l. Podle kroniky Davida Ganse by však jeho kralování mělo spadat do let 3041–3043 od stvoření světa neboli do rozmezí let 721–718 před naším letopočtem, což odpovídá 2 letům vlády, jak je uvedeno v První knize králů.
Achazjáš byl synem krále Achaba, po jehož smrti nastoupil na jeho trůn v Samaří, což bylo v 17. roce vlády judského krále Jóšafata. Jeho krátká vláda nebyla příliš úspěšná. Nejen, že mu moábský král Méša odmítl platit tribut, ale doslova ztroskotal jeho podnikatelský záměr v mořeplavbě. Zemřel na následky úrazu, který utrpěl, když propadl mříží svého pokojíku, který byl umístěn na střeše královského paláce. Během svého churavění totiž nehledal pomoc u Hospodina, Boha Izraele, ale u Baal-zebúba, boha Ekrónu. Za tento postup mu prorok Elijáš předpověděl brzkou smrt. Protože Achazjáš neměl syna, nastoupil po jeho smrti na izraelský trůn v Samaří jeho bratr Jóram.
| Králové Izraelského království | Králové Izraelského království      | Králové Izraelského království |
| ------------------------------ | ----------------------------------- | ------------------------------ |
| Předchůdce: Achab              | 852–851 př. n. l. Achazjáš (Izrael) | Nástupce: Jóram                |